# 200 Milles d'Imola
Les 200 Milles d'Imola (en italià, 200 Miglia di Imola), conegudes també com a Imola 200, van ser una cursa de motociclisme de velocitat de 200 milles (321,87 km) de longitud total que se celebrà anualment del 1972 al 1985 a l'Autodromo Enzo e Dino Ferrari d'Imola, a Itàlia. El 2010, la cursa es va reprendre amb el nom d'Imola 200 Miglia Revival, ara destinada a motocicletes clàssiques.

## Història
Com a resposta a la popularitat a l'època de la Daytona 200 de Florida, es va decidir crear una "Daytona europea" en què hi participessin alhora els millors pilots de Gran Premi juntament amb els dels campionats europeus, americans i italians.
La cursa inaugural es va celebrar el 1972 i el guanyador en fou Paul Smart amb una Ducati 750 Imola Desmo, una moto que ha estat considerada el primer model de Ducati equipat amb motor V-twin amb sistema de vàlvules desmodròmiques. Aquella cursa va representar un pas important en la popularitat de Ducati.

## Palmarès
Font:
| Any  | Data         | Guanyador         | Guanyador    | Segon             | Segon        | Tercer            | Tercer       |
| 1972 | 23 d'abril   | Paul Smart        | Ducati       | Bruno Spaggiari   | Ducati       | Walter Villa      | Triumph      |
| 1973 | 15 d'abril   | Jarno Saarinen    | Yamaha       | Bruno Spaggiari   | Ducati       | Walter Villa      | Kawasaki     |
| 1974 | 7 d'abril    | Giacomo Agostini  | Yamaha       | Kenny Roberts     | Yamaha       | Teuvo Länsivuori  | Yamaha       |
| 1975 | 6 d'abril    | Johnny Cecotto    | Yamaha       | Patrick Pons      | Yamaha       | Steve Baker       | Yamaha       |
| 1976 | 4 d'abril    | Steve Baker       | Yamaha       | Michel Rougerie   | Yamaha       | Barry Sheene      | Suzuki       |
| 1977 | 3 d'abril    | Kenny Roberts     | Yamaha       | Steve Baker       | Yamaha       | Giacomo Agostini  | Yamaha       |
| 1978 | 2 d'abril    | Johnny Cecotto    | Yamaha       | Steve Baker       | Yamaha       | Giacomo Agostini  | Yamaha       |
| 1979 | No disputada | No disputada      | No disputada | No disputada      | No disputada | No disputada      | No disputada |
| 1980 | 13 d'abril   | Johnny Cecotto    | Yamaha       | Marco Lucchinelli | Suzuki       | Kenny Roberts     | Yamaha       |
| 1981 | 4 d'abril    | Marco Lucchinelli | Suzuki       | Kenny Roberts     | Yamaha       | Boet van Dulmen   | Yamaha       |
| 1982 | 4 d'abril    | Graeme Crosby     | Yamaha       | Marco Lucchinelli | Honda        | Graziano Rossi    | Yamaha       |
| 1983 | 10 d'abril   | Kenny Roberts     | Yamaha       | Franco Uncini     | Suzuki       | Eddie Lawson      | Yamaha       |
| 1984 | 1 d'abril    | Kenny Roberts     | Yamaha       | Lorenzo Ghiselli  | Suzuki       | Steve Williams    | Yamaha       |
| 1985 | 14 d'abril   | Eddie Lawson      | Yamaha       | Randy Mamola      | Honda        | Takazumi Katayama | Honda        |